# Wo Hing Society Hall

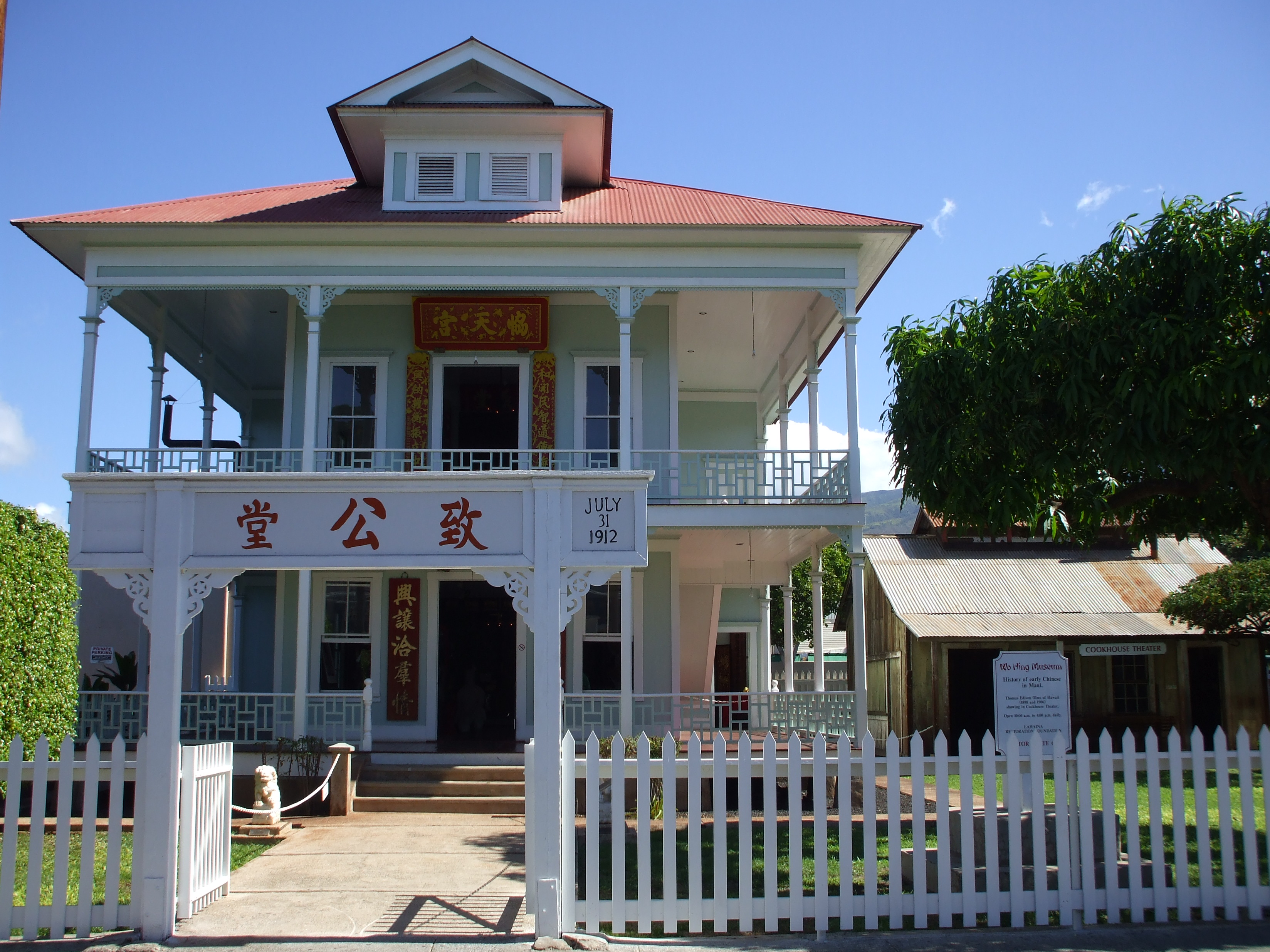
Wo Hing Society Hall

Wo Hing Society Hall is een gebouw aan de 858 Front Street in het Lahaina Historic District in Lahaina, Hawaï. Het is gebouwd rond 1912 voor de overzeese Chinezen in Lahaina. De opdrachtgevers waren Chung Koon You en Chan Wa, zij werkten grotendeels in de suikerrietindustrie. De tweede etage van het gebouw bevat een taoïstische tempel gewijd aan Guandi en andere godheden.
In de jaren veertig begon de populatie klein te worden en kwam het gebouw in verval.
In 1983 werkte de Lahaina Restoration Foundation samen met Wo Hing Society om het gebouw te restaureren. In 1984 was de restauratie klaar en werd het als museum geopend voor publiek. Tegenwoordig heet het gebouw Wo Hing Museum.